# Giải thưởng văn học Kornel Makuszyński
Giải thưởng văn học Kornel Makuszyński (tiếng Ba Lan: Nagroda Literacka im. Kornela Makuszyńskiego) là giải thưởng hàng năm dành cho nhà văn Ba Lan. Đối tượng dự thi là tá phẩm, sách văn học dành cho thiếu nhi xuất bản vào thời gian trước khi cuộc thi diễn ra là một năm.
Giải thưởng được thành lập vào năm 1994 bởi Tổ chức Sách cho Trẻ em. Từ năm 2004, Thư viện Công cộng Thành phố là đơn vị trao giải thưởng. Nhà văn chiến thắng sẽ nhận được một bức tượng đồng điếu hình nhân vật chú dê Koziołka Matołka do nhà điêu khắc Andrzej Renes thực hiện và giải thưởng tiền mặt.
Kể từ năm 2016, Giải thưởng Văn học Kornel Makuszyński ngoài Giải thưởng Chính còn có thêm Giải thưởng Độc giả bình chọn.

## Danh sách nhà văn và tác phẩm đoạt giải
- 1994 – Piotr Wojciechowski – Bajki żółtego psa (Cổ tích Chú chó vàng)
- 1995 – Joanna Olech – Dynastia Miziołków
- 1996 – Jerzy Niemczuk – Przygody Zuzanki (Cuộc phiêu lưu của Zuzanka)
- 1997 – Anna Onichimowska – Dobry potwór nie jest zły
- 1998 – Tomasz Trojanowski – Kocie historie (Câu chuyện về mèo)
- 1999 – Dorota Gellner – Dorota Gellner dzieciom
- 2000 – Anna Lewkowska – Dziwne przygody czarnoksiężnika Zenona (cuộc phiêu lưu kỳ lạ của phù thủy Zenon)
- 2001 – Marta Tomaszewska – Tego lata w Burbelkowie (Mùa hè này ở Burbelków)
- 2002 – Grzegorz Kasdepke – Kacperiada
- 2003 – Małgorzata Strzałkowska – Wiersze, że aż strach! (Những bài thơ khiến bạn sợ hãi!)
- 2004 – Małgorzata Strękowska-Zaremba – Abecelki i duch Bursztynowego Domu (Abecelas và linh hồn của Ngôi nhà hổ phách)
- 2005 – Agnieszka Tyszka – Róże w garażu (Hoa hồng trong ga-ra)
- 2006 – Beata Wróblewska – Małgosia z Leśnej Podkowy (Małgosia từ Leśna Podkowa)
- 2006 – Małgorzata Strękowska-Zaremba – Bery, gangster i góra kłopotów (Bery, tên găng-xtơ và núi rắc rối)
- 2007 – Katarzyna Majgier – Amelka
- 2008 – Paweł Beręsewicz – Ciumkowe historie w tym jedna smutna

Ngoài ra, nhân dịp cuộc thi tổ chức lần thứ 15, Joanna Papuzińska được trao tặng bức tượng chú Siêu Dê Koziołka Matołka cho thành tự trọn đời 
- 2009 - Roksana Jędrzejewska-Wróbel – Florka. Z pamiętnika ryjówki oraz Florka. Listy do Józefiny (Florka. Từ nhật ký của chuột chù và Florek. Thư gửi Josephine)
- 2010 - Barbara Gawryluk - Zuzanka z pistacjowego domu
- 2011 - Paweł Beręsewicz – Tajemnica człowieka z blizną (Bí ẩn về người đàn ông có vết sẹo)
- 2012 - Renata Piątkowska – Wieloryb (Cá voi)
- 2013 - Marcin Pałasz – Sposób na Elfa

- 2014 – Katarzyna Ryrych – O Stephenie Hawkingu, czarnej dziurze i myszach podpodłogowych
- 2015 – Rafał Witek – Zgniłobrody i luneta przeznaczenia
- 2016 – Zuzanna Orlińska – Stary Noe

- 2017 - Kasia Nawratek – Kresek, Bartek i całkiem zwyczajny początek [3]

- 2018 - Justyna Bednarek – Pan Kardan i przygoda z vetustasem
- 2019 - Antonina Kasprzak - Wiłka smocza dziewczynka (Cô gái rồng Wiłka) [4]